# Journée scolaire de la non-violence et de la paix
La Journée scolaire de la non-violence et de la paix (ou son acronyme DENIP, de Dia Escolar de la No-violència i la Pau, en catalan- baléare), activité éducative non gouvernementale fondée par le poète et pacifiste majorquin Llorenç Vidal Vidal en Espagne en 1964 est pratiquée le 30 janvier de chaque année, anniversaire de la mort du Mahatma Gandhi et commémorée dans des écoles du monde entier. Le message fondamental est formulé comme suit: "L'Amour universel, la Non-violence et la Paix. L'Amour universel est supérieur à l'égoïsme ; la Non-violence est supérieure à la violence et la Paix est supérieure à la guerre". Pratiquée par des centres éducatifs dans le monde, elle propose une formation permanente à l'esprit de concorde, de tolérance, de solidarité, de respect des droits de l'homme, de non-violence et de paix. La méthode didactique appliquée à cette action d'éveil aux valeurs citées se doit d'être expérimentale[pas clair] pour permettre à chaque établissement scolaire de mettre en œuvre son approche pédagogique particulière[pas clair]. 
La Journée scolaire de la non-violence et de la paix est une initiative pionnière, non officielle, indépendante, libre et volontaire de l'éducation à la non-violence et à la paix, pratiquée depuis sa création dans des écoles primaires et secondaires, ainsi que dans des universités de pays différents, à laquelle sont invités à participer les centres éducatifs, les enseignants et les étudiants de différentes idéologies qui respectent ou revendiquent le respect des droits de l'homme.
Ex-Directeur général de l'UNESCO (1987-1999), M. Federico Mayor Zaragoza a été interviewé en 2012 par le Global Education Magazine, en disant que « nous devons être conscients que nous sommes encore temps[pas clair] de changer une culture de l'imposition, la peur, cultures basées sur la spéculation économiquement[pas clair] la délocalisation de la production dans la guerre[pas clair], nous sommes encore capables de se transformer en une culture du dialogue, de la réconciliation, de partenariat dans une culture de la paix[pas clair]".